# Estación Villa Lía
Villa Lía es una estación ferroviaria ubicada en la localidad homónima, en el Partido de San Antonio de Areco, Provincia de Buenos Aires, República Argentina.

## Servicios
Hasta 1977 prestaba servicios de pasajeros pero fue desmantelado ese año, actualmente es sólo de cargas. Sus vías corresponden al Ramal CC del Ferrocarril General Belgrano. Sus vías e instalaciones están concesionadas a la empresa Trenes Argentinos Cargas.
Dentro del predio se encuentran varios vagones de carga abandonados en vías muertas. 
La infraestructura de la estación fue renovada en el 2017 incluyendo los carteles nomencladores, actualmente el espacio de la estación es utilizado por la cuadrilla de mantenimiento del ramal.

## Imágenes

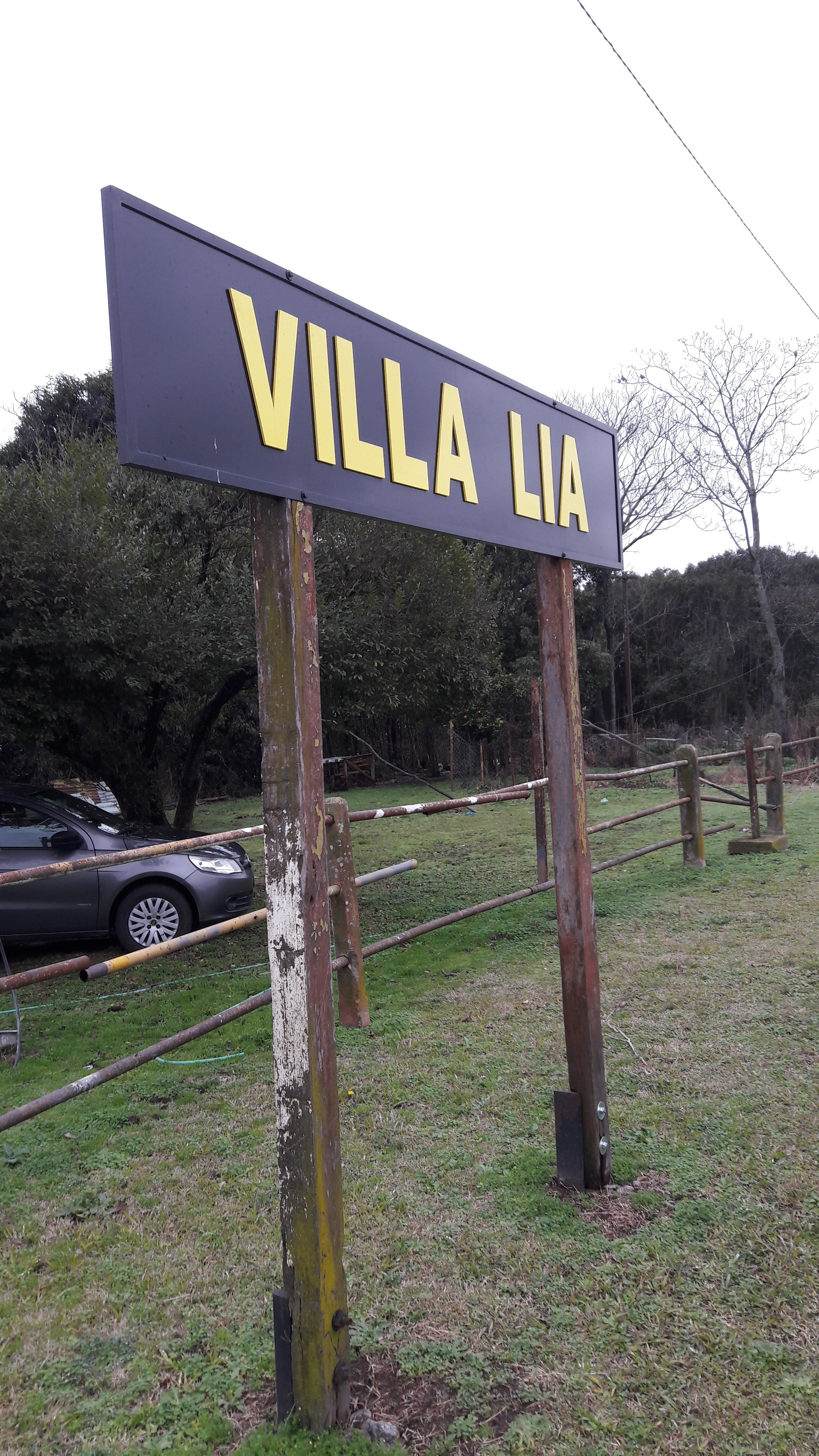
Cartel Nomenclador Restaurado